# Højere huse flyvende biler
Højere huse flyvende biler er en dansk børnefilm fra 2016 instrueret af Simon Petersen.

## Handling
Martin tænker tilbage på sin barndom. Hans billede af faderen er et glansbillede, men langsom begynder glansbilledet at krakelere.

## Medvirkende
- Martin Birket-Schmidt
- Per Madsen
- Bente Holm Petersen